# The Brotherhood of Man
Pour plus de détails, voir Fiche technique et Distribution.
The Brotherhood of Man est un film muet américain réalisé par Frank Beal et sorti en 1912.

## Fiche technique
- Titre : The Brotherhood of Man
- Réalisation : Frank Beal
- Scénario : William Duncan
- Producteur :  William Selig
- Société de production : Selig Polyscope Company
- Société de distribution : General Film Company
- Pays d'origine :  États-Unis
- Langue : Anglais
- Format : Noir et blanc — 35 mm — 1,33:1 — Muet
- Genre : Film dramatique
- Durée : 10 minutes
- Date de sortie : 
  - États-Unis : 7 mars 1912

## Distribution
- William Duncan : Billy Young
- Kathlyn Williams : Marion Wendell
- Myrtle Stedman : Kate Sommers
- Walter Roberts
- Lillian Leighton
- Frank Weed
- Herbert Gunes
- William Street
- Harry Morris
- Tony Ball
- Eddie Boland